# Fakhr-al-Din II
Fakhr-al-Din II även Fachr ad-din, av europeiska författare kallad Facardin eller Fekkardin, född 1572, död 13 april 1635, var en druserfurste av släkten Man.
Fakhr-al-Din II efterträdde 1585 sin far Korkmas som emir i Libanon. Han fick flera europeiska köpmän att slå sig ned i Beirut och sökte genom dem att komma i förbindelse med kristna furstar, som kunde bli hans bundsförvanter mot turkarna. 1608 lyckades Fakhr-al-Din II sluta ett förbund med storhertig Alexander I av Toscana med syfte att bilda ett av turkarna oberoende rike i Syrien. Den turkiske ståthållaren i Damaskus kunde ej besegra Fakhr-al-Din II, men en turkisk flotta tvingade honom 1613 att fly till Italien. Här försökte han samla kristna hjälptrupper men misslyckades. I sina försök att vinna stöd för sin sak försökte han hävda att druserna härstammade från en kristen greve de Dreux och att Fakhr-al-Din II var ättling till Gottfrid av Bouillon. Efter fem år återvände han till Syrien och försökte bland annat genom mutor blidka turkarna, men 1633 sändes en väldig här mot honom, och efter olyckliga strider flydde Fakhr-al-Din II, tillfångatogs och blev slutligen avrättad i Konstantinopel 1635.
Citat  Vi är små, men stora i våra fienders ögon. Ni är som tall träd och vi är som sågar